# Rupicola
Rupicola es un género de aves paseriformes perteneciente a la familia Cotingidae que agrupa a dos especies nativas del norte de América del Sur, donde se distribuyen, una en la región amazónica desde el este de Colombia, sur de Venezuela, las Guayanas y  norte de Brasil y la otra en la región andina desde el oeste de Venezuela, por Colombia, Ecuador, hasta el sureste de Perú y oeste de Bolivia. Se les conoce por el nombre popular de gallitos de las rocas No se conocen subespecies.

## Etimología
El nombre genérico masculino «Rupicola» se compone de las palabras del latín «rupes, rupis» que significa ‘roca’, y «colere» que significa ‘habitante’.

## Características
Las aves de este género son dos cotíngidos grandes y regordetes, midiendo entre 26 y 30 cm de longitud, que habitan en selvas húmedas tropicales y subtropicales, cercanas a áreas rocosas y serranías, donde construyen sus nidos. Poseen notable dimorfismo sexual; los machos tienen una cresta prominente y un plumaje con coloración anaranjada o rojiza brillante, mientras las hembras son de un pardo rojizo más apagado. Son aves muy cautelosas que se alimentan principalmente de frutas. Como otros cotíngidos tienen una compleja conducta de corte, desarrollando acrobacias lek, que ofrecen uno de los mayores espectáculos de aves del mundo: una docena o más de machos se reúnen para exhibirse para las hembras en ramas o lianas, donde se inclinan, pavonean y saltan en movimientos estéreotipados, agitando sus alas y castañeteando los picos, mientras emiten sonoros llamados roncos que alcanzan la cacofonía cuando alguna hembra se acerca.

## Lista de especies
Según las clasificaciones del Congreso Ornitológico Internacional (IOC), y Clements Checklist/eBird, el género agrupa a las siguientes especies con el respectivo nombre popular de acuerdo con la Sociedad Española de Ornitología (SEO):
| Imagen | Nombre científico   | Autor            | Nombre común                  | Estado de conservación | Distribución |
| ------ | ------------------- | ---------------- | ----------------------------- | ---------------------- | ------------ |
|        | Rupicola peruvianus | (Latham, 1790)   | gallito de las rocas peruano  | LC                     |              |
|        | Rupicola rupicola   | (Linnaeus, 1766) | gallito de las rocas guayanés | LC                     |              |

## Taxonomía
Berv & Prum (2014) produjeron una extensa filogenia para la familia Cotingidae reflejando muchas de las divisiones anteriores e incluyendo nuevas relaciones entre los taxones, donde se propone el reconocimiento de cinco subfamilias. De acuerdo a esta clasificación, Rupicola pertenece a una subfamilia Rupicolinae Bonaparte, 1853, junto a Carpornis, Phoenicircus y Snowornis. El Comité de Clasificación de Sudamérica (SACC) aguarda propuestas para modificar la secuencia linear de los géneros y reconocer las subfamilias. El Comité Brasileño de Registros Ornitológicos (CBRO), en la Lista de las aves de Brasil - 2015 ya adopta esta clasificación.